# Borago di Brenzone
Borago di Brenzone (Borago) ist eine Fraktion der Gemeinde Brenzone sul Garda und liegt am Ostufer des Gardasees, am Fuße des Monte Baldo. Nördliche Nachbargemeinde ist Sommavilla, in südlicher Nachbarschaft liegt Castello. Die Hänge an den Straßenrändern der Via Madonna degli Ulivi oder der Via Belvedere bei der Fahrt nach Borago sind mit Olivenbäumen bewachsen. Die geernteten Oliven werden in der ortseigenen Ölmühle zu Olivenöl verarbeitet.
Über die teilweise sehr steile und sehr schmale Via Borago gelangt man nach etwa 200 m an das Ufer des Gardasees. Immerhin liegt Borago 120 – 140 m s.l.m., dies sind 55 bis 75 Meter über dem Gardasee, welcher 65 m s.l.m. liegt. Diese Höhendifferenz wird fast ausschließlich auf 160 m des Weges überwunden. Da diese kleine Straße teilweise sehr schmal ist (unter 2 m), ist diese nur mit Motorrollern oder der typisch italienischen Ape zu passieren. Um den kleinen Ort mit normalen Fahrzeugen zu erreichen, muss man den Umweg über die Nachbarortschaften wählen.